# Cugat's Favorite Rhumbas
| Recensione | Giudizio |
| ---------- | -------- |
| AllMusic   |          |

Cugat's Favorite Rhumbas è un album a nome "Xavier Cugat and His Orchestra", pubblicato dalla casa discografica Columbia Records nel 1948.
In precedenza (1945) gli otto brani erano stati pubblicati (sempre dalla Columbia Records, C-110) nel 1945 in un cofanetto contenente quattro dischi in formato da 78 giri.

## Tracce

### LP
Lato A
1. Begin the Beguine (Strumentale) – 3:04 (musica: Cole Porter) – Registrato nel maggio 1945 a New York
2. Estrellita (My Little Star) (Strumentale) – 3:10 (musica: Manuel Ponce) – Registrato nel maggio 1945 a New York
3. Green Eyes (Aquellos ojos verdes) (Cori dei Members of the Orch.) – 3:14 (Adolfo Utrera, Nilo Menéndez) – Registrato nel maggio 1945 a New York
4. La paloma (The Dove) (Voce delle "Hermanas Boyd" (Boyd Triplets)) – 3:09 (Sebastián de Yradier) – Registrato nel maggio 1945 a New York

Lato B
1. Say "si si" (Para vigo me voy) (Voce di Pupy Del Campo) – 2:48 (Francia Luban, Ernesto Lecuona) – Registrato il 9 giugno 1945 a New York
2. La golondrina (The Swallow) (Strumentale) – 3:08 (musica: Narciso Serradel) – Registrato nel maggio 1945 a New York
3. Bésame mucho (Kiss Me Much) (Voce di Pupy Del Campo) – 3:12 (Consuelo Velázquez) – Registrato il 9 giugno 1945 a New York
4. Cielito lindo (Blue Skies) (Voce delle "Hermanas Boyd" (Boyd Triplets)) – 2:45 (Quirino Mendoza) – Registrato nel maggio 1945 a New York

## Musicisti
- Xavier Cugat – direttore d'orchestra
- Membri dell'orchestra (Members of the Orch.) – cori (A3)
- Hermanas Boyd – cori (A4 e B4)
- Pupy Del Campo – voce (B1 e B3)
- Membri dell'orchestra non accreditati